# Menhir du Moustoir (Saint-Jean-Brévelay)
Pour les articles homonymes, voir Moustoir.
Le menhir du Moustoir (ou stèle du Moustoir,,, stèle de Saint-Jean-Brévelay) est situé à Saint-Jean-Brévelay, dans le Morbihan, en Bretagne, en France.

## Localisation
La pierre est située au hameau du Moustoir, à une dizaine de mètres au sud de la chapelle Saint-Marc.

## Historique
La pierre a été classée comme « menhir » au titre des monuments historiques par arrêté du 12 octobre 1936.

## Description
La pierre mesure environ 2,3 m de haut. Sa face orientale est ornée d'une croix,, gravée par la technique d'incision de contour au simple trait. Cette croix pattée, repose sur une hampe large et longue à bords parallèles reposant elle-même sur un support. Elle représenterait ainsi davantage une « croix-monument » existante plus ancienne qu'une croix de procession.
L'hypothèse selon laquelle la pierre serait un menhir qui aurait fait l'objet d'une christianisation n'a pas été démontrée.